# Achim Walcher
Achim Walcher (ur. 1 grudnia 1967 w Schladming) – austriacki biegacz narciarski.
Dwukrotnie startował na igrzyskach olimpijskich: w 1998 i 2002. W Nagano wystąpił w czterech konkurencjach. W biegu na 10 km zajął 23. miejsce z czasem 28:58,6 s, na pięciokrotnie dłuższym dystansie był 38. z czasem 2:18:31,7 s, natomiast w biegu pościgowym uplasował się na 11. pozycji z czasem 41:02,9 s. Znalazł się również w składzie sztafety 4 × 10 km, która zajęła 9. miejsce z czasem 1:43:16,5 s. W Salt Lake City wziął udział w biegu na 30 km i biegu pościgowym, jednakże jego wyniki w tych konkurencjach zostały unieważnione z powodu dyskwalifikacji za używanie sprzętu do transfuzji krwi. Pierwotnie Walcher ukończył bieg na 30 km na 45. pozycji, a w biegu pościgowym był 38.
Siedmiokrotny medalista mistrzostw kraju. W 1996 zdobył brąz w biegu pościgowym, a w 1997 powtórzył to osiągnięcie w biegu na 2 × 5 km techniką klasyczną. W 1998 wywalczył srebro w biegu pościgowym. W 2000 ponownie został brązowym medalistą w biegu pościgowym, a w 2002 w tej konkurencji zdobył złoto. W tym samym roku wywalczył również brąz na 10 km, a rok później zdobył srebro na 15 km.
Jest mężem Marii Theurl, z którą ma córkę Wittę-Luisę (urodzoną w 2002) i syna Paula. Mówi po niemiecku, angielsku i włosku.